# Lomtjärnen (Grythyttans socken, Västmanland, 661252-142378)
Lomtjärnen är en sjö i Hällefors kommun i Västmanland och ingår i Göta älvs huvudavrinningsområde.